# William Timothy Gowers
William Timothy Gowers (nació el 20 de noviembre de 1963, Wiltshire, Reino Unido) es un profesor y matemático británico (2005) en el Rouse Ball Professor of Mathematics del departamento de Matemáticas Puras y Estadística en la Universidad de Cambridge y Fellow del Trinity College. 
En 1996 recibió el premio de la Sociedad Europea de Matemáticas y en 1998 ganó la Medalla Fields por sus investigaciones en análisis funcional y en combinatoria. 
Es hijo del compositor Patrick Gowers.